# João Vitti
João Luiz Vitti (Piracicaba, 30 ottobre 1967) è un attore brasiliano.

## Biografia
Di famiglia italiana, João Vitti ha trascorso l'adolescenza negli USA. Tornato quindi in Brasile, ha studiato Performing Arts presso l'Università statale di Campinas (UNICAMP). Ha iniziato la sua carriera teatrale nel 1983 come membro del Gruppo Teatrale Shekyspira , nel ruolo di Pedro Teixeira Rocha, personaggio del dramma storico A Escola, composto da Miguel M. Abrahão .
Ha ricevuto il suo primo premio come miglior attore nel 1984, durante il 3º FEST (Festival Salesiano de Teatro), nello Stato di San Paolo, per l'interpretazione del personaggio di Tom nel dramma Pássaro da Manhã, scritto anche questo da Miguel M. Abrahão.
Dopo aver recitato nel dramma O Concílio do Amor, diretto da Gabriel Vilela nel 1989, ha ottenuto il primo ruolo in tv, voluto dal regista Reynaldo Boury in una telenovela di Rede Globo.

## Vita privata
Joao Vitti è sposato con l'attrice Valeria Alencar dal 1996 e ha due figli, gli attori Rafael Vitti e Francisco Vitti .

## Filmografia

### Televisione
- Matrimonio a rischio (Boca do Lixo) - telenovela  (1990)
- Brasileiras e Brasileiros - telenovela (1990)
- De Corpo e Alma (1992)
- Despedida de Solteiro (1992)
- Perigosas Peruas - telenovela (1992)
- Éramos Seis - telenovela (1995)
- O Campeão - telenovela (1996)
- Direito de Vencer (1997)
- A Filha do Demônio - telenovela (1997)
- O Cravo e a Rosa - telenovela (2000)
- O Direito de Nascer (2001)
- Um Só Coração - miniserie (2004)
- Avassaladoras - serie (2005)
- Essas Mulheres - telenovela (2005)
- Alta Estação - telenovela (2006)
- Luz do Sol - telenovela (2007)
- Uma Rosa com Amor - telenovela (2010)
- Rebelde - telenovela (2012)